# Archie Alexander
Archie Alexander   (Ottumwa, 14 de maig de 1888 - Des Moines, 4 de gener de 1958) va ser un enginyer estatunidenc, amb força èxit la primera meitat del segle XX malgrat ser negre.

## Vida i Obra
Alexander va néixer en una família negra en una vila humil en la que els negres eren una absoluta minoria (menys de 500 sobre 14.000 habitants). Malgrat els seus orígens, va aconseguir superar tots els obstacles per arribar a ser una persona important. El 1899, la família es va traslladar a Des Moines, on va fer els estudis secundaris. El 1908 va començar els estudis universitaris a la universitat d'Iowa (a Iowa City, a uns 200 km. de la família), en la qual, no solament es va graduar com enginyer el 1912, sinó que, a més, va ser un dels jugadors claus del equip de futbol universitari.
Tal com li havien pronosticat alguns dels seus professors, no li va ser fàcil trobar feina d'enginyer, per això es va incorporar a Marsh Engineering Company per adquirir experiència. Aquesta enginyeria construïa bona part dels ponts i carreteres del Mig-Oest i ràpidament es va especialitzar en ponts. El 1914, va fundar la seva propia firma d'enginyeria, A.A. Alexander Inc., però només aconseguia petits treballs. Tres anys més tard, es va incorporar a la firma l'enginyer blanc George F. Higbee (també procedent de Marsh): van canviar el nom pel de Alexander and Higbee (A&H) i van començar a fer treballs de certa importància.
El 1921 es va prendre un any sabàtic per estudiar a Londres i el 1926 es va graduar en enginyeria civil a Iowa. Malauradament el seu soci, Higbee, va morir tràgicament en un accident laboral el 1925 i va haver de continuar portant l'empresa ell sol. L'any 1927 va rebre el seu primer encàrrec d'importància: la central de calefacció i energia de la universitat d'Iowa juntament amb un túnel sota el riu per connectar els dos campus.
El 1929 es va tornar a associar amb un antic col·lega d'estudis i de futbol, Maurice A. Repass. Aquest mateix any, rebien el contracte per construir la planta de tractament d'aigües residuals de Grand Rapids (Michigan). El 1930 ja s'havia convertit en una enginyeria important amb oficines a Des Moines i Washington DC. El 1949, la revista Ebony qualificava la seva enginyeria com  el negoci interracial més exitós de tota la nació.
Entre els projectes més importants que van realitzar es compten:
- el Pont Kutz Memorial] a la Conca Tidal de Washington DC (1943)[8]
- el pas elevat de la Whitehurst Freeway també a Washington DC (1941)
- la planta d'energia de Columbus (Nebraska) (1933)
- l'aeroport de Tuskegee (Alabama)
- un complex d'habitatges a Anacostia, Washington DC

Alexander també va ser políticament molt actiu, tan com a membre de l'NAACP o de Kappa Alpha Psi, com del Partit Republicà. El seu esforç en la promoció de la candidatura d'Eisenhower a la presidència, va fer que aquest el nomenés governador de les Illes Verges Nord-americanes (1954-1955), càrrec que va haver d'abandonar als setze mesos per la seva manca d'habilitat o per la incomprensió del governats.
Després d'aquest episodi, va retornar a Des Moines, on va morir d'un atac de cor el 1958. En morir la seva esposa el 1975, la Universitat d'Iowa, la Universitat de Howard i la Universitat de Tuskegee (tres universitats bàsicament de negres en aquell temps) van rebre una substanciosa donació per instituir unes beques per alumnes negres.